# Affiene meetkunde
De affiene meetkunde is de meetkunde, geïntroduceerd door Leonhard Euler, die een generalisatie is van de euclidische meetkunde, waarin de begrippen afstand en hoek geen betekenis hebben. In de affiene meetkunde blijft het parallellenpostulaat gehandhaafd, maar gelden het derde en het vierde postulaat van Euclides niet meer.  

## Definitie
Een affiene meetkunde bestaat uit een verzameling punten {\displaystyle {\mathcal {P}}} en een verzameling rechten {\displaystyle {\mathcal {R}}}, en een incidentierelatie {\displaystyle \mathrm {I} } tussen beide, alsook een parallelliteitsrelatie {\displaystyle \|} op {\displaystyle {\mathcal {R}}}, die voldoen aan de volgende axioma's.
1. Door twee verschillende punten gaat precies één rechte.
2. Op iedere rechte liggen minstens twee punten.
3. De parallelliteitsrelatie is een equivalentierelatie.
4. Door ieder punt gaat precies één rechte die parallel is aan een gegeven rechte.
5. Bij drie punten {\displaystyle A,B} en {\displaystyle C} die niet alle op één rechte liggen en twee  punten {\displaystyle A'} en {\displaystyle B'}, waarvoor de rechte {\displaystyle A'B'} parallel is aan de rechte {\displaystyle AB}, is er een punt {\displaystyle C'} waarvoor {\displaystyle A'C'} parallel is aan {\displaystyle AC} en {\displaystyle B'C'} parallel aan {\displaystyle BC}.

### Notatie en terminologie
- Punten worden genoteerd als hoofdletters: {\displaystyle A,B,C,\ldots \in {\mathcal {P}}.}
- Rechten worden met kleine letters genoteerd: {\displaystyle a,b,c,\ldots \in {\mathcal {R}}.}
- Geldt voor {\displaystyle A\in {\mathcal {P}},r\in {\mathcal {R}}:A\,\mathrm {I} \,r} dan zegt men {\displaystyle A} en {\displaystyle r} zijn incident, of {\displaystyle A} ligt op {\displaystyle r}, of {\displaystyle r} gaat door {\displaystyle A.}
- Geldt voor {\displaystyle r,s\in {\mathcal {R}}:r\|s}, dan zegt men dat {\displaystyle r} parallel (of evenwijdig) is aan {\displaystyle s}, of dat {\displaystyle r} en {\displaystyle s} parallel zijn.

Een affiene eigenschap is een eigenschap die geldt in de affiene meetkunde. In de euclidische meetkunde zijn dit de eigenschappen die worden bewaard door parallelle projectie van een vlak op een ander vlak. Ook in andere meetkundes zijn ze van toepassing, bijvoorbeeld in de Minkowski-ruimte.
Men kan stellen dat de affiene meetkunde een algemene vorm is van de euclidische meetkunde, die wordt gekarakteriseerd door scheefheid en schaalvervormingen. Projectieve meetkunde is weer meer algemeen dan affiene meetkunde, aangezien de projectieve meetkunde uit de projectieve ruimte kan worden afgeleid door een willekeurig vlak te "specialiseren".
In de taal van Kleins Erlanger Programm is de onderliggende symmetrie in de affiene meetkunde een groep van transformaties, van affiniteiten, die drie punten op één lijn zo afbeelden, dat zij weer op één lijn liggen.
Affiene meetkunde kan worden uitgewerkt in termen van de meetkunde van vectoren en vectorruimtes, met of zonder de notie van coördinaten. Een affiene ruimte onderscheidt zich van een vectorruimte van dezelfde dimensie door de oorsprong 0 te 'vergeten'. Aangezien dit het enige belangrijke verschil is, kan affiene meetkunde gezien worden als een onderdeel van de lineaire algebra.

## Geschiedenis
Euler heeft als eerste het woord affien gebruikt. Affien kom van het Duitse woord affin. Pas na het verschijnen van Felix Kleins Erlanger Programm werd de affiene meetkunde erkend als een algemene vorm van de Euclidische meetkunde.

## Axioma voor de affiene meetkunde
Een axiomatische behandeling van de affiene meetkunde wordt opgebouwd vanuit de axioma's van de geordende meetkunde door twee additionele axioma's toe te voegen.
1. Affiene axioma van parallellisme: Gegeven een punt A en een lijn r, die niet door A gaat, dan is er op zijn hoogst 1 lijn door A die lijn r niet snijdt. Dit is de affiene vorm van het parallellenpostulaat.
2. Stelling van Desargues: Gegeven zeven verschillende punten A, A', B, B', C, C', O, zulks dat AA', BB', and CC' verschillende lijnen zijn door O en AB parallel is aan A'B' en BC parallel is aan B'C', dan is AC parallel aan A'C'.

Het affiene concept van parallellisme vormt een equivalentierelatie op lijnen.